# Fiesta (zespół muzyczny)
Fiesta (hiszp. 'impreza') – polska żeńska grupa wokalna (początkowo kwartet wokalno-taneczny), założona przez Janusza Komana (kompozytora i aranżera). Grupa ta powstała w 1984, a działała do 1987.
Kierownictwo muzyczne sprawował w zespole – opiekujący się przedtem grupą Vox – Janusz Koman, a nad emisją głosu czuwała Elżbieta Zapendowska. Oprócz brzmienia dla Fiesty było też ważne wrażenie wizualne, nad którym pracował choreograf Bogdan Jędrzejczak. Opieką artystyczną otoczył zespół ośrodek Sztuki Estradowej w Lublinie.
Zespół zadebiutował w telewizyjnym Studiu Lato piosenką Kupię skodę na wodę z tekstem Jacka Skubikowskiego i muzyką Janusza Komana. Do piosenki tej powstał też teledysk. Zespół wykonywał muzykę pop z elementami rocka oraz funky. Ponadto w repertuarze miał również standardy jazzowe.
W 1985 z zespołu odeszła Brygida Czarnota, która rozpoczęła karierę solową.
Wkrótce po debiucie Fiesta została laureatem Złotej Dziesiątki OMPP we Wrocławiu. Niedługo później zdobyła też wyróżnienie w koncercie Debiutów na Krajowym Festiwalu Polskiej Piosenki w Opolu i nagrała dwie piosenki dla Polskiego Radia – W moim niebie nie ma gwiazd i Taki wstyd. Za aranżację tego ostatniego utworu Janusz Koman został nagrodzony w Opolu.
W 1987 wydano płytę długogrającą zespołu (Muza SX-2502), na której znalazły się głównie kompozycje Janusza Komana (m.in. Dom złej dziewczyny, Faux pas, Lotem, Najlepsza wróżka, Skąd ta ironia, W moim niebie nie ma gwiazd, Wakacje w grajdole, Wracasz wciąż). Wiele tekstów dla Fiesty napisał Jacek Skubikowski. Ten sam materiał wydano też na kasecie audio.

## Dyskografia
- 1987: Fiesta